# Raben Steinfeld
Raben Steinfeld is een gemeente in de Duitse deelstaat Mecklenburg-Voor-Pommeren, en maakt deel uit van het Landkreis Ludwigslust-Parchim.
Raben Steinfeld telt 1.055 inwoners.